# منتخب آيسلندا تحت 17 سنة لكرة القدم
منتخب آيسلندا تحت 17 سنة لكرة القدم هو ممثل آيسلندا الرسمي في المنافسات الدولية في كرة القدم في فئة كرة قدم تحت 17 سنة للرجال، يديريه اتحاد آيسلندا لكرة القدم.